# K. Lee Scott
K. Lee Scott (* 1950 in Valley (Alabama)) ist ein international bekannter Lehrer, Musiker, Dirigent und Komponist von geistlicher Musik, Chormusik und Kirchenliedern. Er wohnt in Birmingham, Alabama.

## Biographie
Scott studierte Chormusik und Komposition an der University of Alabama School of Music und erwarb den Bachelor und Master in Chormusik. Zu seinen Lehrern gehören Frederick Prentice, Paul Hedwall und Gail Kubik. Er ist tätig an der musikalischen Fakultät der University of Alabama und an der Samford University School of Musik. Er tritt häufig in den USA, Kanada und Afrika als Gastdirigent auf.

## Werke
K. Lee Scott gilt als einer der wichtigsten amerikanischen Komponisten von Kirchenmusik in den letzten 20 Jahren. Er hat über 300 Werke in mehreren Verlagen veröffentlicht. Seine Werke umfassen Kirchenlieder, Chorsätze, Stücke für Solostimmen, Orgel und Blechbläser. Eine Anzahl seiner Kirchenlieder sind in acht Liederbüchern verschiedener Konfessionen veröffentlicht. Von ihm stammen auch einige größere Werke wie Christmas Cantata und Te Deum. Zwei Bände von dreistimmigen (SAB) Chorsätzen sind unter dem Namen Coram Deo I+II weit verbreitet. Werke von Scott werden inzwischen auch in Europa und Deutschland aufgeführt. Von vielen seiner Werke gibt es Noten und Aufnahmen verschiedener Ensembles und Musiker im Handel.